# Napachanie
Napachanie – wieś w Polsce położona w województwie wielkopolskim, w powiecie poznańskim, w gminie Rokietnica.

## Położenie
Napachanie położone jest w północno–zachodniej części powiatu poznańskiego, ok. 16 km od Poznania. Przez wieś przebiega droga ekspresowa  oraz droga wojewódzka 184 Przeźmierowo – Szamotuły – Wronki.

## Przynależność administracyjna
| Napachanie | Napachanie                | Napachanie                | Napachanie                |
| Okres      | Jednostka administracyjna | Jednostka administracyjna | Jednostka administracyjna |
| ---------- | ------------------------- | ------------------------- | ------------------------- |
| 1975–1998  | województwo poznańskie    | województwo poznańskie    | gmina Rokietnica          |
| 1999–      | województwo wielkopolskie | powiat poznański          | gmina Rokietnica          |

- W 1580 Napachanie przynależały administracyjnie do powiatu poznańskiego w województwie poznańskim[4].

## Nazwa
Miejscowość pierwotnie była związana z Wielkopolską. Istnieje co najmniej od drugiej połowy XIV wieku i ma średniowieczną metrykę. Po raz pierwszy w źródłach historycznych wieś odnotowana została w łacińskim dokumencie z 1394 gdzie zapisano ją pod nazwą "Napachana", 1408 "Napachane", 1417 "Napachanye", 1423 "Nepachin", 1423 "Napach(a)nye", 1424 "Nepachane", 1491 "Napachany", 1501 "Napachanie".
Nazwa wsi wywodzi się najprawdopodobniej od słowa napachać czyli nawąchać się (ze względu na okoliczne łąki) lub od słowa pchać (od sposobu wykonywania orki).

## Historia
Prawdopodobnie okolice miejscowości były zasiedlone jednak już wcześniej niż odnotowały to zachowane zapisy historyczne. W wyniku sondażowych archeologicznych badań powierzchniowych odkryto trzy fragmenty niedatowanych naczyń. Ślady osadnictwa z tego terenu pochodzą z okresu wczesnego średniowiecza.
Początkowo wieś była własnością szlachecką należącą do wielkopolskiej szlachty z rodu Świdwów Szamotulskich herbu Nałęcz, a później także do Górków herbu Łodzia i Przecławskich. W 1445 miejscowość leżała w powiecie poznańskim województwa poznańskiego w Koronie Królestwa Polskiego. W 1508 odnotowana w parafii Cerekwica.
Pierwsze informacje o miejscowości pochodzą ze średniowiecznych archiwów sądowych i dotyczą często zwykłych mieszkańców wsi. Miejscowość po raz pierwszy odnotowana została w 1394 przy okazji sporu sądowego o kwotę 7 grzywien pomiędzy kmieciem Michałem, który był kowalem w Napachaniu, a sędzią poznańskim Janem Czarnkowskim oraz sędzią kaliskim Mikołajem z Wenecji i Chomiąży. W 1417 podczaszy kaliski Wincenty Świdwa z Szamotuł dziedzic Napachania toczył spór sądowy ze Stanisławem Słapem z Dąbrówki koło Poznania, Palędzia Małego i Palędzia o 10 grzywien szer. groszy oraz o kwotę 5 grzywien monety obiegowej. W latach 1408-1409 odnotowano proces kmiecia napachańskiego Piotra Pochalona, który toczył spór ze Szczepanem Skórą Mrowińskim z Mrowina oraz Popowa o kwotę 5 grzywien oraz o jedną grzywnę i 6 groszy zaległego czynszu. Szczepan dowodził przy pomocy świadków, że wolnizna, której udzielił Piotrowi już się skończyła.
W latach 1421-1423 wymieniono w źródłach Mikołaja sołtysa w Napachaniu. W 1424 toczył on spór sądowy ze szlachcicem Dziersławem z Lulina. W 1436 kmiecie napachańscy Jan, Święch i Marcin toczyli spór sądowy z kanonikiem poznańskim Jarosławem Kąkolewskim z Kąkolewa koło Osiecznej oraz Januszem Wielickim ze wsi Wielkie koło Napachania dowodząc, że przez żadnego z nich nie zostali osiedleni na roli w Kobylnikach, lecz orali tam rolę, którą wydzierżawili za pieniądze od Stanisława Przecławskiego. W 1443 służąca Dorota z Napachania, z napachańskiego folwarku szlachcia Stanisława Przecławskiego oskarżyła Franciszka plebana w Cerekwicy o to, że odmówił jej udzielenia sakramentu Eucharystii w czasie Wielkanocy, gdyż jako komornica nie zapłaciła ona jednego grosza w ramach opłaty zwanej stołowe. Dorota twierdziła, że nie jest komornicą, ponieważ, jako służącą najął ją na swój koszt pan oficjał poznański Stanisław Szamotulski uwalniając ją od tej opłaty.
W 1445 kasztelan poznański Dobrogost z Szamotuł zapisał Elżbiecie żonie swojego syna Jana Świdwy z Szamotuł po 200 grzywien posagu oraz wiana, m.in. na Napachaniu. W 1466 Elżbieta wdowa po Janie Świdwie z Szamotuł pani wienna m.in. w Napachaniu toczyła spór z Sędziwojem Żydowskim. W 1496 kasztelan kaliski Andrzej Szamotulski dał w posagu swojej córce Katarzynie połowę Szamotuł oraz wsi do nich przyległych, m.in. Napachanie. W przypadku zamążpójścia jej mąż miał otrzymać 2000 grzywien, zaś dobra te miały powrócić do Andrzeja. W 1512 Katarzyna Szamotulska żona kasztelana poznańskiego oraz starosty generalnego Wielkopolski Łukasza Górki dała mężowi połowę Szamotuł wraz z wsiami, a w tym m.in. Napachanie. W 1512 król Polski Zygmunt I Stary zezwolił Łukaszowi Górce, aby zapisał swojej żonie Katarzynie z Szamotuł w dożywocie połowę Szamotuł wraz z okolicznymi wsiami, a w tym m.in. Napachanie.
W 1474 imiennie odnotowani zostali kmiecie napachańscy Wach, Wawrzyniec, Andrzej oraz Jan Machowski, którzy poręczyli, że kmiecie z Napachania Marcin pełniący funkcję sołtysa, Wojciech witryk kościoła w Cerekwicy, Jakub Białek oraz Grzegorz zapłacą 9 wiardunków Janowi Łukowskiemu kanonikowi poznańskiemu. W 1496 pracownik Wawrzyniec Russek, niegdyś kmieć z Kobylnik, wsi należącej do kapituły katedry poznańskiej, który uciekł do Napachania, zobowiązał się zostawić jako swojego następcę w Kobylinkach swojego syna, pracownika Mikołaja. W 1496 i 1511 jako sołtys odnotowany został Marcin. W 1500 kmieć napachański uprawiający płosę roli w Kobylnikach należących do kapituły katedry poznańskiej zapłacił dziesięcinę w wysokości 14 groszy. Odnotowano również, że ludzie Napachania za czasów kanonika Wincentego Kiełbasy zajęli część gruntów wsi Kobylniki. W 1509 odnotowano natomiest, że dwóch kmieci z Napachania uprawiało 2 półłanki opuszczone w Kobylnikach w zamian za czynsz. W latach 1521 i 1526 odnotowano sołtysa oraz ławników.
Na przełomie XV-XVI wieku mieszkańcy wsi studiowali w Krakowie. W latach 1491-1527 odnotowani zostali studenci krakowscy pochodzący z Napachania: w 1492 Maciej syn Wojciecha, w 1501 Maciej syn Marcina, w 1527 Wacław syn Jana. Najbardziej znanym napachańskim studentem krakowskim był późniejszy profesor Uniwersytetu Jagiellońskiego oraz pisarz Antoni z Napachania.
W 1500 odnotowano, że Napachanie graniczyło z wsiami należącymi do kapituły katedry poznańskiej: Kobylnikami oraz Kokoszczynem. Kmiecie z Napachania i Chlewisk, wsi panów Szamotulskich, zajmowali bezprawnie role i łąki w Kokoszczynie, a sołtys napachański zaś zajął tamtejszy ostrów. 1509 Napachanie graniczyło z Kobylnikami oraz Tarnowem obecnie Tarnowo Podgórne, wsiami kapituły katedry poznańskiej. Granica oznaczona była kopcami granicznymi, a kmiecie z napachańscy wypasali bydło w zbożu w Kobylnikach. W 1509 na granicy z Kokoszczynem, od strony Napachania, kmiecie i sołtys zagarniali grunty oraz ostrów należący do Piotra Burdy, na którym można było wysiać kilka ćwiertni zboża.
Miejscowość odnotowały także historyczne rejestry podatkowe dzięki, którym znamy stosunki własnościowe we wsi. W 1499 wieś figurowała w wykazie zaległości podatkowych. W 1508 pobrano podatki z części należącej do wojewody poznańskiego Andrzeja Szamotulskiego od 6 łanów, a z części Wincentego Świdwy z Szamotuł, syna Jana Starszego od 9 łanów. W 1509 miał miejsce pobór z części Świdwy od 8 łanów, sołtys zapłacił od dwóch łanów, z części należącej natomiast do wojewody pobrano podatek z 6 łanów. W 1510 pobór z części Świdwy od 7 łanów, a z części należącej do wojewody od 6 łanów. W 1510 w Napachaniu, wsi panów Szamotulskich było 17 łanów osiadłych, jeden łan opuszczony, dwa łany sołeckie. W 1553 pobór zapłacił kasztelan biechowski Jan Świdwa Szamotulski oraz wojewoda kaliski Łukasz Górka. W 1563 pobrano podatki z części Jana Świdwy od 8 łanów oraz karczmy dorocznej, a z części Łukasza Górki także od 8 łanów oraz od karczmy dorocznej. W 1577 pobór od wsi zapłacił Andrzej Przecławski. W 1580 pobór zapłaci Andrzej Przecławski od 12 łanów osiadłych, jednego łana opuszczonego, dwóch zagrodników, 3 komorników, jednego najemnego pracownika zwanego ratajem, 20 owiec, pasterza, kowala. Odnotowano również, że karczma była spalona.
Wskutek II rozbioru Polski w 1793, miejscowość przeszła pod władanie Prus i jak cała Wielkopolska znalazła się w zaborze pruskim. Pod koniec XIX w. wieś liczyła 124 mieszkańców.
Po zakończeniu okupacji niemieckiej (1945) majątek upaństwowiono, działał tu m.in. Kombinat Ogrodniczy Naramowice (1968−1977) oraz gospodarstwo Zespołu Szkół Rolniczych z Rokietnicy.

## Znani mieszkańcy
- Antoni z Napachania (1494-1561) - polski profesor, autor podręczników, rektor Akademii Krakowskiej, pisarz apologetyczny, kapelan i kaznodzieja, propagator humanizmu oraz twórczości Erazma z Rotterdamu, nauczyciel pisarza Stanisława Orzechowskiego i późniejszy kapelan króla Zygmunta Augusta. Był synem Marcina sołtysa napachańskiego[5][6].

## Zabytki
Obiekty wpisane w rejestr zabytków województwa wielkopolskiego:

- zespół pałacowy:
  - Pałac w Napachaniu (1897, 1900), eklektyczny, wzorowany na architekturze angielskiego pałacu „królowej Anny” z XVII w., wzniesiony dla ówczesnego właściciela Napachanina Rudolfa Griebla[6],
  - park (poł. XIX w.), pozostałości starego zadrzewienia m.in. aleja bukowa, drzewa o rozmiarach pomnikowych[6].

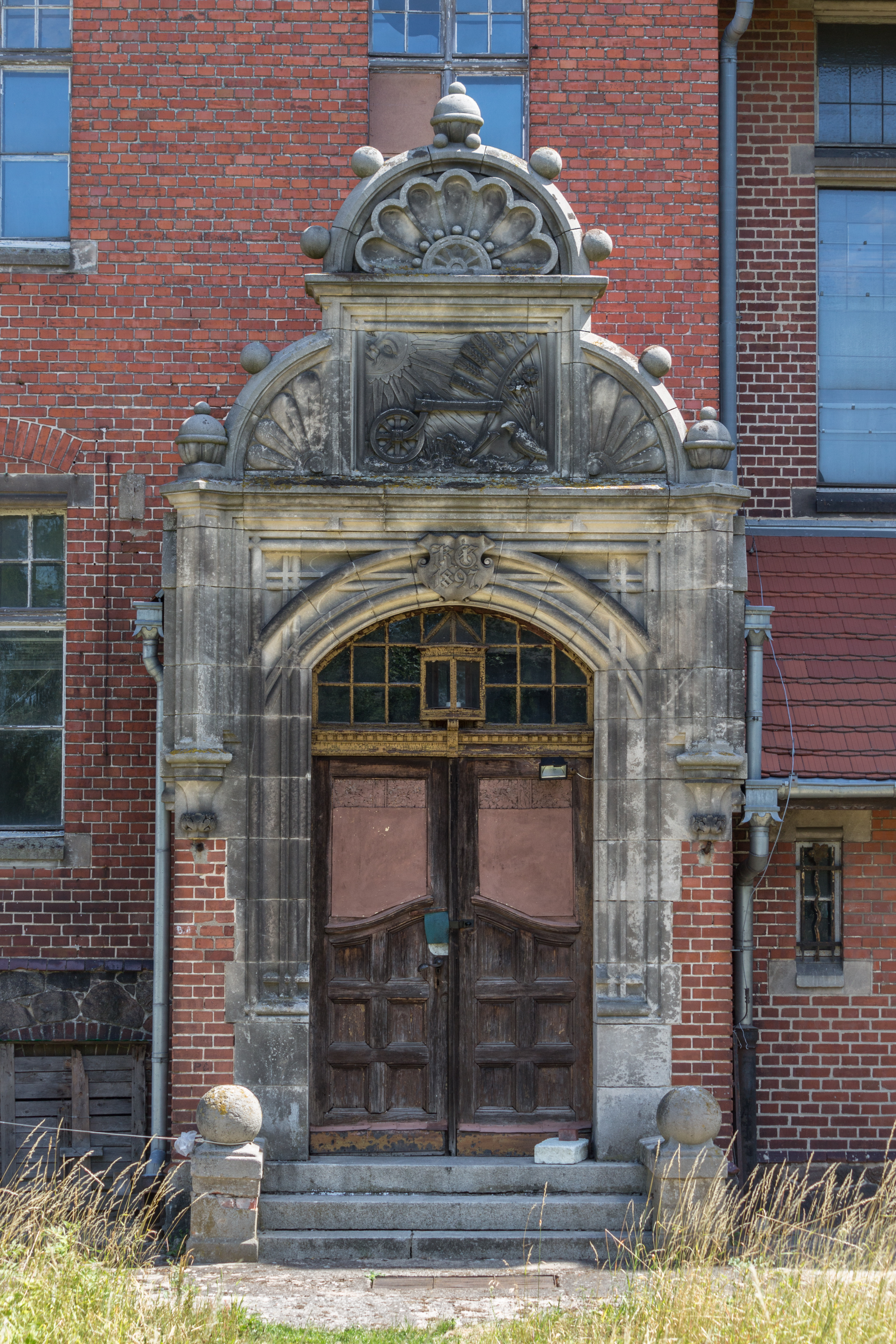
Portal pałacu

Pozostałe:
- zespół zabudowań folwarcznych (k. XIX w.),
- kamienny dom robotników folwarcznych „Kamionka” (1875−1877),
- tablica pamiątkowa Antoniego z Napachania na murze szkoły (1994), fund. Antoni Adamczak.